# Brachypelma vagans
Brachypelma vagans je pajek iz družine ptičjih pajkov, znan tudi pod imenom Mexican red rump (mehiški rdeči zadek, po rdečih dlakah na zadku - abdomnu) ali Mexican black velvet. Najdemo jih večinoma v Mehiki, pa tudi v Belizeju, El Salvadorju, Gvatemali in na Floridi. Na Florido so jih verjetno zanesli kot gojeno žival in so se razširili v divjino v okrožju St. Lucie County. Ta populacija je šibka, ker se je prehranjevala z žuželkami, zastrupljenimi s pesticidi.
Zraste do dolžine 5–7 cm (trup), s celotno dolžino do 13 cm, samci so običajno manjši kot samice. Je talna vrsta pajka, ki si izdela bivališča v obliki brloga. Je nočni lovec. Njegova hrana so vse male živali, katere je sposoben ujeti, torej žuželke, majhni plazilci in celo manjši glodavci. Samice v ujetništvu živijo do 15 let, samci pa le 5 let.

## Vzgoja v terariju
Goji se ga v terariju v vlažnem in toplem okolju pri 24-27 °C. Na dno terarija damo debelejšo plast šote in kakšen kos lubja, da si pajek ustvari zamreženo luknjo. V prvih fazi razvoja jih hranimo z mikro črički ali mikro mokarji, kasneje pa z mokarji ali ščurki.
Ta vrsta pajka je primerna za začetnike, ker ni napadalna. Če se počuti ogrožen, odvrže iz zadka dlačice, ki so alergene.